# Filippo Bigioli

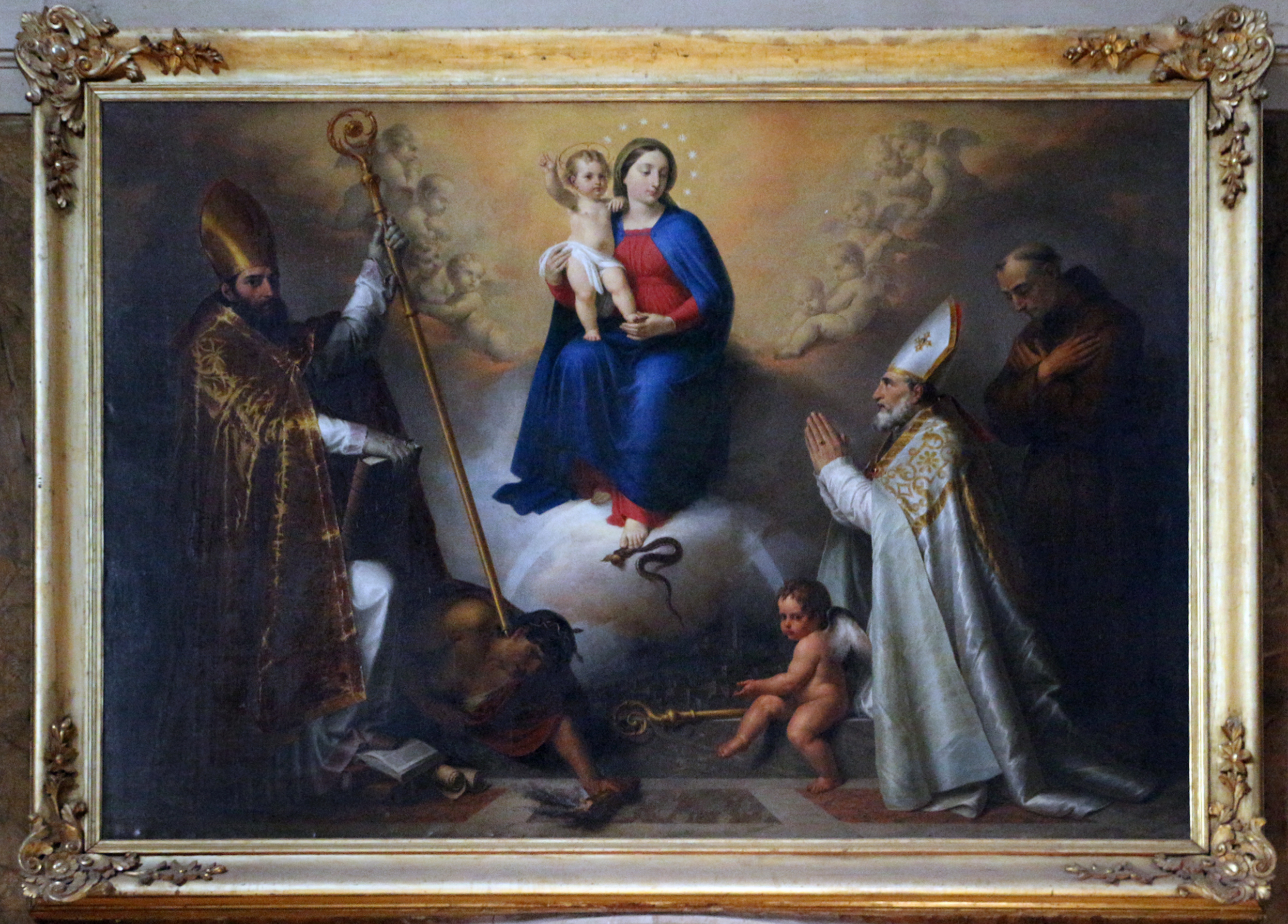
Madonnan och Barnet med de heliga Augustinus, Severinus och Pacificus.
Målning i kyrkan Sant'Agostino i San Severino Marche.

Filippo Bigioli, född 4 juni 1798 i San Severino Marche, död 17 januari 1878 i Rom, var en italiensk målare och skulptör under nyklassicismen. 
År 1819 flyttade Bigioli till Rom och blev inskriven vid Accademia di San Luca; i Rom målade han i bland annat San Rocco all'Augusteo och Santissima Trinità dei Pellegrini. Han utförde därutöver en rad målningar med scener ur Dantes liv, ursprungligen i Palazzo Altieri i Rom. I detta verk samarbetade han med bokutgivaren Romualdo Gentilucci.